# Гришинская (Шенкурский район)
Гришинская — деревня в Шенкурском районе Архангельской области. Входит в состав муниципального образования «Шеговарское».

## География
Деревня расположена в южной части Архангельской области, в таёжной зоне, в пределах северной части Русской равнины, в 35 километрах на север от города Шенкурска, на правом берегу реки Ледь, притока Ваги. Ближайшие населённые пункты: на северо-востоке деревни Беркиевская и Журавлевская, на юго-западе деревни Фадеевская и Коромысловская.
Часовой пояс
Гришинская, как и вся Архангельская область, находится в часовой зоне МСК (московское время). Смещение применяемого времени относительно UTC составляет +3:00.

## Население
| 2002 | 2010 | 2012 |
| ---- | ---- | ---- |
| 31   | ↘25  | ↗29  |

### Известные жители
- Некрасов, Семён Павлович (1897—1938) — 2-й секретарь Архангельского обкома ВКП(б).

## История
Указана в «Списке населённых мест по сведениям 1859 года» в составе 2-го стана Шенкурского уезда Архангельской губернии под номером «2371» как «Гришинская (Монастырская)». Насчитывала 8 дворов, 26 жителей мужского пола и 36 женского.
В «Списке населенных мест Архангельской губернии к 1905 году» деревня Гришинское (Монастырское) насчитывает 9 дворов, 42 мужчины и 54 женщины. В административном отношении деревня входила в состав Предтеченского сельского общества Предтеченской волости.
На 1 мая 1922 года в поселении 15 дворов, 40 мужчин и 52 женщины.